# Labo Yari
Labo Yari (geb. 14. April 1942 in Katsina; gest. 18. März 2023 ebenda) war ein nigerianischer Schriftsteller. Er wurde bekannt als Autor von Climate of Corruption (1978), dem ersten Roman in englischer Sprache, der im gesamten Norden Nigerias veröffentlicht wurde.

## Leben
Ab 1966 studierte Labo Yari norwegische Literatur in Oslo, Norwegen. Danach war er Beamter, Presseattaché und Verlagsmitarbeiter. Er veröffentlichte insgesamt 15 Romane und Kurzgeschichtensammlungen sowie eine Biografie über Muhammad Dikko dan Gidado.

## Werke (Auswahl)
- Climate of Corruption (1978), Fourth Dimension Publishing Company, Nigeria ISBN 978-156-014-2
- A House in the Dark (1985), Fourth Dimension Publishing Company, Nigeria ISBN 978-156-148-3
- Man of the Moment (1992), Fourth Dimension Publishing Company, Nigeria ISBN 978-156-289-7
- A day without cockcrow and other stories (1999), Informart Publishers, Nigeria ISBN 978-34855-5-5
- Muhammad Dikko, Emir of Katsina and his times: 1865–1944 (2007), Summit Books, Nigeria ISBN 978-194-464-1